# Jan-Steffen Minerva
Jan-Steffen Minerva (geb. Redwitz) (* 11. Juli 1989 in Offenbach am Main) ist ein deutscher Handballspieler.

## Karriere
Mit dem Handball begann er im Alter von drei Jahren beim TV Hösbach. Dort blieb er bis zur C-Jugend. Die A- und B-Jugend verbrachte er in Groß-Zimmern.
In der Spielzeit 2007/08 begann Minerva seine Bundesligakarriere beim TV Hüttenberg. Nach der Saison 2012/13 wechselte er für zwei Jahre zum TV Neuhausen, bevor er im Juli 2015 als Stammtorhüter beim ThSV Eisenach unter Vertrag genommen wurde. Seit Juli 2018 hütet Jan-Steffen Minerva beim TV Großwallstadt das Tor, wo er seinen Vertrag bis Juni 2026 verlängerte.